# Mamífers mesozoics de Madagascar
Es coneixen diversos mamífers del Mesozoic de Madagascar. El registre fòssil de mamífers d'aquesta illa data del Juràssic i el Cretaci i inclou quatre espècies (tres de descrites i una per descriure). El gènere Ambondro, de l'estatge Bathonià (Juràssic mitjà) i conegut a partir d'un tros de mandíbula amb tres dents, és el mamífer més antic conegut dotat de molars amb el patró modern tribosfènic típic dels mamífers marsupials i placentaris. Hi ha hagut diferents interpretacions de la seva filiació; una proposta el classifica en el grup dels australosfènides, juntament amb altres mamífers tribosfènics del Juràssic dels continents meridionals (Gondwana) i els monotremes, mentre que d'altres apunten a una relació més propera amb els mamífers tribosfènics septentrionals (laurasiàtics) d'avui en dia, o concretament amb els placentaris. Es coneixen almenys sis espècies del Maastrichtià (Cretaci superior), incloent-hi una espècie encara per descriure coneguda a partir d'un esquelet gairebé complet, que podria representar un nou grup de mamífers. El gondwanateri Lavanify, conegut a partir de dues dents, té com a parents més propers altres gondwanateris de l'Índia i l'Argentina. Dues altres dents podrien representar un altre gondwanateri o un tipus de mamífer diferent. Un fragment de molar representa una de les poques restes conegudes de mamífer multituberculat de Gondwana, i un altre mamífer (UA 8699) ha estat interpretat o bé com a marsupial o bé com a placentari. El 2014 es descrigué el gondwanateri més gros del qual es té constància, Vintana sertichi, mentre que el 2020 se'n descrigué un altre, Adalatherium hui, a partir de l'esquelet més complet d'un mamífer mesozoic de l'hemisferi sud conegut fins aleshores.

## Juràssic

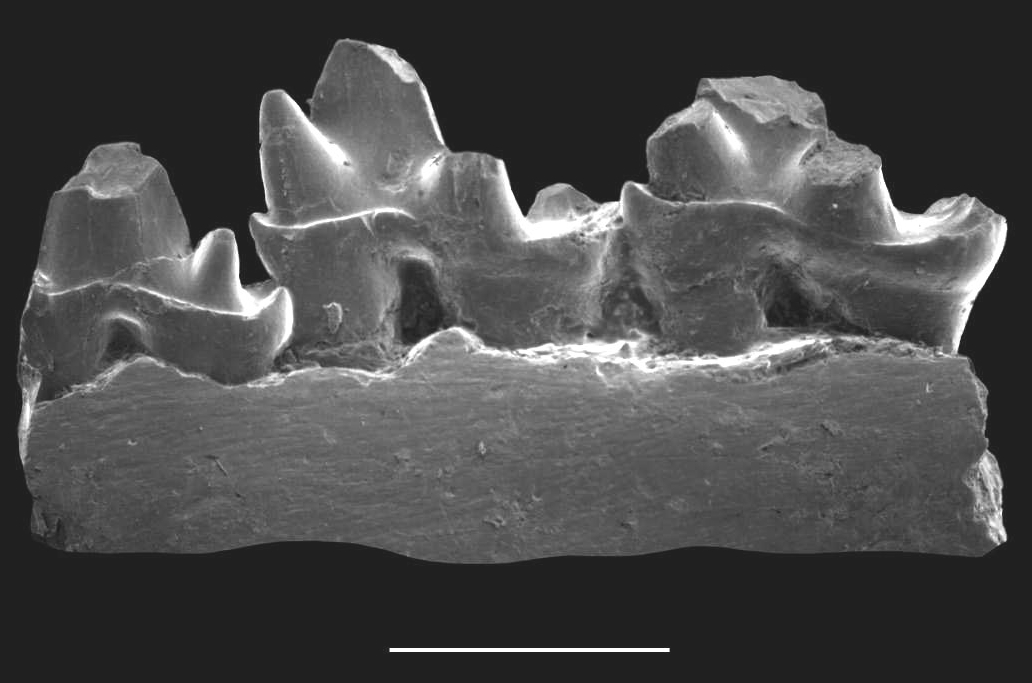
Fragment mandibular dAmbondro mahabo vist des del costat lingual (interior). La barra d'escala fa 1 mm.

Ambondro mahabo fou descrit el 1999 a partir d'estrats del Bathonià (Juràssic mitjà, fa uns 167 milions d'anys) del nord-oest de Madagascar. És conegut per un únic fragment de mandíbula dotat de tres dents, probablement l'última premolar i les dues primeres molars. Les molars presenten el patró tribosfènic típic dels mamífers moderns; Ambondro és el mamífer més antic conegut d'aquest tipus. Aquest caràcter dugué els seus descobridors a proposar que els avantpassats dels mamífers tribosfènics sorgiren al sud (Gondwana), en lloc del nord (Lauràsia), com se sol assumir. Tanmateix, el 2001 Luo, Cifelli i Kielan-Jaworowska proposaren la teoria alternativa que Ambondro formava part d'un clade amb Ausktribosphenos, del Cretaci d'Austràlia i els monotremes que es desenvoluparen independentment dels altres mamífers (boreosfènides). Des d'aleshores, aquest clade, anomenat Australosphenida, ha crescut amb espècies descobertes recentment a l'Argentina (Asfaltomylos i Henosferus) i Austràlia (Bishops). Altres paleontòlegs han discrepat amb aquesta interpretació i han proposat models diferents; per exemple, el 2001 Sigogneau-Russell, Hooker i Ensom suggeriren que, tot i que existia una relació entre Ausktribosphenos i els monotremes, Ambondro no tenia aquesta relació, sinó que es trobava a mig camí entre els boreosfènides i els australosfènides, i el 2003 Woodburne, Rich i Springer situaren els monotremes fora dels australosfènides i classificaren els australosfènides restants prop dels placentaris. En els dipòsits on es descobrí Ambondro s'han trobat alguns rèptils, però cap altre mamífer.

## Cretaci
La conca del Mahajanga, al nord-oest de Madagascar, ha donat una diversa fauna del Cretaci superior, incloent-hi alguns dinosaures i crocodiliformes, a més de mamífers, descoberts per l'equip de David W. Krause des del 1993. Molts d'aquests tàxons són semblants a animals d'edat similar de Sud-amèrica i l'Índia, antigues parts de Gondwana. La fauna mamífera es compon de diversos tàxons coneguts únicament a partir de dents aïllades i un sol esquelet amb una certa completesa, cap dels quals no té una relació aparent amb la fauna moderna de Madagascar (vegeu Llista de mamífers de Madagascar). Els fòssils provenen del Maastrichtià (Cretaci superior) del membre Anembalembo de la formació de Maevarano.
El gondwanateri Lavanify fou descrit el 1997 a partir de dues dents, una de completa i una de danyada. Les dents tenen la corona alta i corbes; una conté un solc profund reblit de cement i l'altre porta almenys una fossa profunda (infundíbul). Sembla que Lavanify tenia com parent més proper el gondwanateri indi Bharattherium i una relació més distant amb els altres gondwanateris, coneguts de l'Argentina. Dues altres dents que encara estan per descriure podrien representar diferents posicions dentals d'un altre gondwanateri. Una és un fragment de molariforme (una molar o premolar semblant a una molar; la identitat de les dents de gondwanateris no està ben compresa) que és més gran i té la corona més baixa que les dents de Lavanify. L'altra és completa i no està desgastada, però té la corona més baixa i la superfície té una orientació obliqua. La corona és una cresta amb forma de ve doble amb les parts separades per infundíbuls profunds. Aquesta segona dent també podria representar un grup de mamífers completament diferent i encara desconegut.
Una molar fragmentària en la qual es preserven dues cúspides ha estat assignada a un multituberculat. Tot i que els multituberculats són comuns en dipòsits gairebé contemporanis de Lauràsia, aquesta dent n'és un dels pocs espècimens trobats a Gondwana; també s'han trobat restes fragmentàries de les quals es discuteix la filiació amb els multituberculats a Sud-amèrica (Argentodites), Àfrica (Hahnodon) i Austràlia (Corriebaatar). Una altra dent fragmentària, UA 8699, és una molar inferior tribosfènica. El 2001 Krause l'identificà com a pertanyent a un marsupial, però el 2003 un grup encapçalat per Aleksandr Averiànov suggerí que era d'un placentari relacionat amb els zhelèstids (un grup primitiu amb possibles vincles amb els ungulats). Al Cretaci, tant els placentaris com els marsupials són coneguts principalment de Lauràsia.
A més d'aquestes dents fragmentàries, la formació de Maevarano també ha donat l'esquelet articulat gairebé complet d'un mamífer immadur de la mida d'un gat, que encara no ha estat descrit. És el mamífer més complet conegut del Mesozoic de Gondwana. Tot i que té el crani danyat, la seva inusual dentadura ha quedat conservada. Les incisives (dues a banda i banda al maxil·lar superior, una a banda i banda de l'inferior) es projecten cap endavant i queden separades de les tres o quatre dents molariformes dels maxil·lars per un gran diastema (buit). Presenta caràcters primitius, com per exemple ossos epipúbics (a la pelvis), una septomaxil·la (un petit os situat entre la premaxil·la i la maxil·la del maxil·lar superior), i un arc zigomàtic (pòmul) profund. D'altra banda, té caràcters derivats com la presència d'una tròclea situada a l'extrem distal (més allunyat) de l'húmer, l'absència d'una vora al marge dorsal de l'acetàbul (l'obertura pelviana que rep el cap femoral), un trocànter menor més petit al fèmur, un menor contacte entre la fíbula i el calcani, i la dentadura. En un resum publicat el 2000, Krause l'identificà com a teri (membre d'un grup que inclou els marsupials, els placentaris i els seus parents extints més propers) més derivat que Vincelestes (del Cretaci inferior de l'Argentina), però el 2006 Krause et al. no el classificaren en cap grup de mamífers de categoria superior, sinó que afirmaren que «representa un nou gran clade no teri».
El 2014 es descrigué el gondwanateri més gros conegut fins aleshores, Vintana sertichi, a partir d'un crani complet que també provenia de la formació de Maevarano. Devia pesar uns 8,9 kg. Era el primer crani de gondwanateri que es descobria; les troballes anteriors consistien majoritàriament de dents aïllades, juntament amb algun fragment d'os dental. La dentadura superior presenta dues incisives, una premolariforme i quatre molariformes a banda i banda. La configuració de l'esmalt és un caràcter derivat que recorda altres gondwanateris del Cretaci superior de l'Índia i Madagascar. El crani exhibeix arcs zigomàtics atrompetats i un angle important entre el paladar i el basicrani. El musell té diversos caràcters que no es donen en cap altre mamaliaforme conegut. L'os lacrimal és d'una mida descomunal. En general, V. sertichi presenta una combinació molt heterogènia de caràcters primitius i derivats. Segons els autors de l'estudi, el llinatge que conduí a V. sertichi portava entre 40 i 50 milions d'anys aïllat a Indo-Madagascar o Madagascar.
Un espècimen encara més complet trobat a Madagascar (el fòssil de mamaliaforme més complet del Mesozoic de Gondwana) serví per descriure Adalatherium hui en un article publicat el 2020. Les restes d'aquest animal, classificat en la seva pròpia família, han proporcionat molta informació sobre les adaptacions dels gondwanateris als medis insulars. L'esquelet postcranial de A. hui indica que era un animal terrestre que hauria tingut dificultats per superar barreres aquàtiques i, per tant, que evolucionà amb tota probabilitat a Madagascar. Segons els científics que el descrigueren, les grans dimensions de A. hui i V. sertichi són compatibles amb el fenomen del gegantisme insular. Entre els caràcters més destacables de l'esquelet postcranial de A. hui hi ha les tíbies corbades en l'eix anteroposterior i comprimides en l'eix mediolateral, el gran nombre de vèrtebres del tronc (com a mínim 16 de toràciques i 12 de lumbars) i la cua curta.